# Abbiategrasso
Abbiategrasso – miasto w północnych Włoszech, w okolicach Mediolanu.
Na obrzeżach dobrze zachowanego starego miasta znajduje się odrestaurowany zamek rodu Visconti, datowany na XIV/XV w.
Miasto posiada połączenie autobusowe z Mediolanem (stacja Milano Romolo) oraz stację kolejową, zapewniającą komunikację z Mediolanem (stacja Milano Porta Genova) i Allesandrią oraz Mortarą.

## Historia
Miejsce licznych walk w XII—XVI w., położone w rejonie o dużym znaczeniu militarnym. W początkach XX wieku znane z uprawy ryżu i fabryki jedwabiu.

## Kolej
W mieście znajduje się stacja kolejowa Abbiategrasso.